# Stubbstjärtseglare
Stubbstjärtseglare (Apus affinis) är en liten fågel i familjen seglare. Den förekommer i stora delar av Afrika, men också i Mellanöstern och österut till Indien och Sri Lanka samt i små antal även på Iberiska halvön. Mycket sällsynt påträffas den längre norrut i Europa, med exempelvis tre fynd i Sverige. Arten är nära släkt med asiatiska husseglaren och de har tidigare behandlats som en och samma art.

## Utseende och läte
Stubbstjärtseglaren är en liten svartvit fågel med ett vingspann på 32–34 centimeter, i jämförelse med tornseglarens 40-44 centimeter. Den har en kroppslängd på 12–13,5 centimeter och dess silhuett är typisk med bred stjärtbas med kort och bred, tvärt avskuren stjärt. När stjärten fälls ut är den lätt rundad. Den har breda inre handpennor, korta armpennor och vingspetsen är inte riktigt lika spetsig som hos många andra seglare. Den är till största delen brunsvart, med vit strupe och stor vit övergumpsfläck som når ned på kroppssidan och därför kan ses underifrån. Den har mycket små fötter som den använder för att hålla sig fast i vertikala ytor. Stubbstjärtseglaren uppträder ofta i stora högröstade flockar och dess lite fladdriga flykt påminner om hussvalans. Dess läte är ett högfrekvent, lätt pulserande kvitter, som kan påminna om dubbelbeckasinens spelläte.

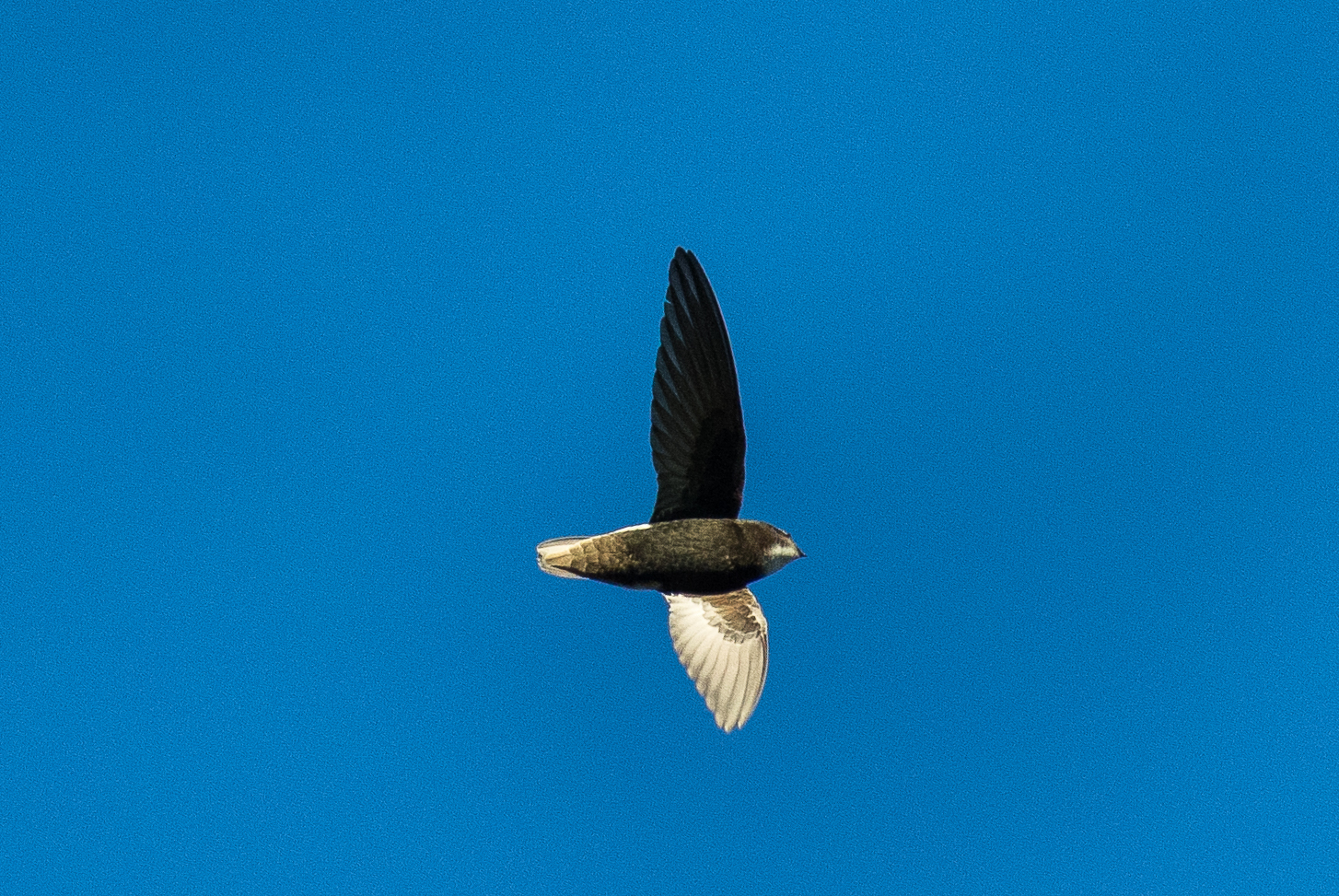
Stubbstjärtseglare fotograferad i Kenya.

Den närbesläktade husseglaren är mycket lik, men har längre och mer kluven stjärt samt smalare vitt band på övergumpen. Ovansidan och buken är brunsvart med viss grönblå glans, medan ansikte, hjässa och bröst är ljusare brungrå, ljusast på panna, tygel och mustaschstreck.

## Utbredning och taxonomi
Arten beskrevs första gången 1830 av John Edward Gray under namnet Cypselus affinis. Den flyttades sedermera till släktet Apus som fått sitt namn efter grekiskans απους, apous, som betyder "fotlös". Den östligare arten husseglare (Apus nipalensis) har tidigare behandlats som underart till stubbstjärtseglaren, men inga tecken finns på samhäckningar där arternas utbredningsområden möts
Stubbstjärtseglraen häckar i sydvästra Spanien, Afrika, sydvästra Arabiska halvön och sydöstra Turkiet vidare österut genom tropiska Asien till Indien och Sri Lanka. Populationerna i Turkiet, nordligaste Afrika och Centralasien är flyttfåglar, medan populationerna i Maghreb, norra Indien och Sydafrika är partiella flyttfåglar medan övriga populationer är stannfåglar. Den delas vanligtvis upp i sex underarter med följande utbredning:
- Apus affinis galilejensis (Antinori, 1855) – häckar i norra Afrika, Mellanöstern, Iran och österut till västra Pakistan; även sydvästra Spanien[6]
- Apus affinis aerobates (Brooke, 1969) – förekommer från sydvästra Mauretanien till Etiopien, Somalia, centrala Angola och Sydafrika
- Apus affinis theresae (Meinertzhagen, 1949) – förekommer från västra och södra Angola till södra Zambia och Sydafrika
- Apus affinis affinis – nominatformen förekommer i östra Afrika från södra Somalia till norra Moçambique, på öarna Pemba och Zanzibar, och i Indien söder om Himalaya
- Apus affinis bannermani (Hartert, 1928) – förekommer på öarna Bioko, São Tomé och Príncipe i Guineabukten
- Apus affinis singalensis (Madarász, 1911) – förekommer i södra Indien och på Sri Lanka

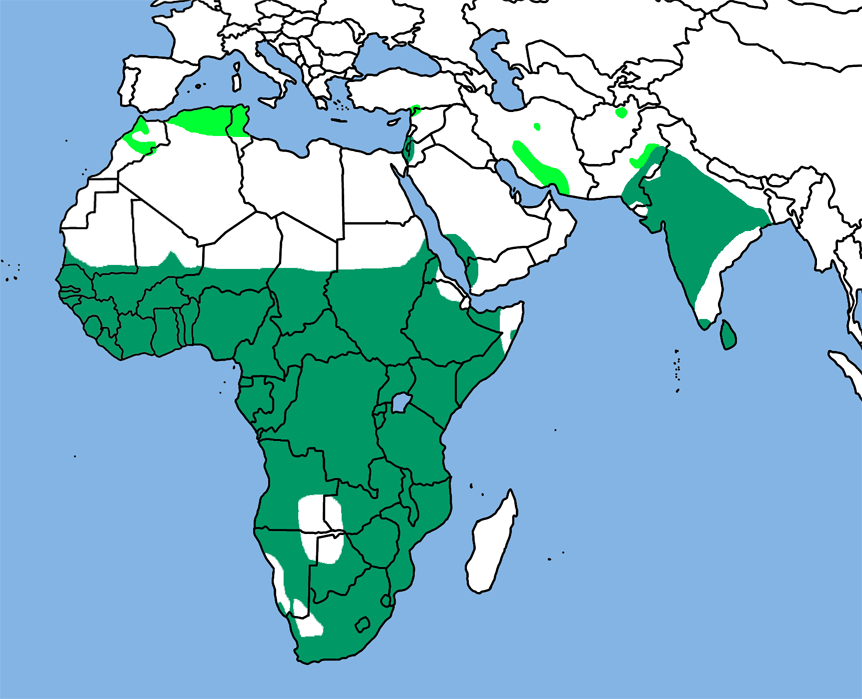
Utbredningsområde
Ljusgrönt - Häckningsområde
Mörkgrönt - året runt.

### Uppträdande utanför utbredningsområdet
Under flyttningen sprider sig stubbstjärtseglarena över stora områden och uppträder då sällsynt i stora delar av Europa och Asien. Spridda fynd finns i Västeuropa från Azorerna och Irland i väster till Sverige i norr, där den påträffats vid tre tillfällen: 9 juni 1979 vid Krankesjön i Skåne, 16 augusti 1985 i halländska Grötvik och 8 oktober 1988 i Hörnesfors, Västerbotten.

## Levnadssätt

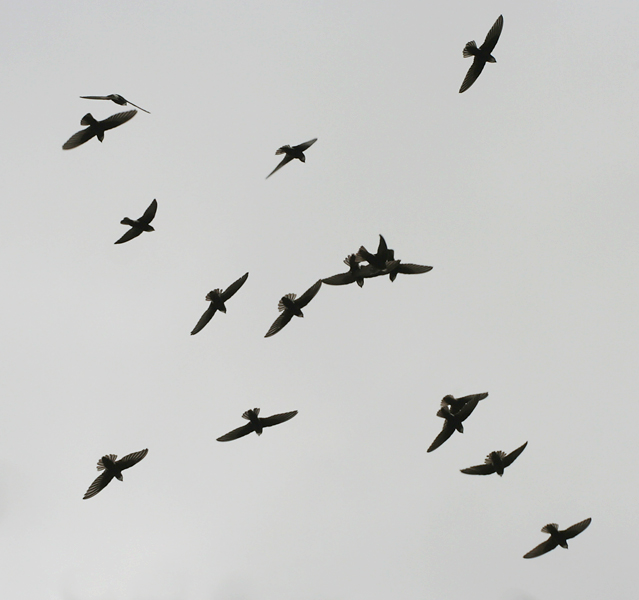
Stubbstjärtseglaren uppträder ofta i stora flockar.

Stubbstjärtseglaren häckar i närheten av bebyggelse, i städer och samhällen men även vid branta klippor och stup, på höjder upp till 3 000 meter över havet. Den lever, precis som de andra seglarna, till största delen i luften men övernattar på vertikala klippor eller väggar. De är långsamma med att komma igång på morgonen. Fågeln lever främst av flygande insekter som den fångar med näbben i luften. De dricker även vatten i flykten.

### Häckning
Stubbstjärtseglaren lever i monogama förhållanden och placerar sitt bo i håligheter, exempelvis i byggnader. Den lägger i genomsnitt två till tre ägg, men kullar med ett till fem ägg förekommer och ibland lägger den två kullar per häckningssäsong. Äggen ruvas i 18–26 dagar av båda föräldrarna som sedan tillsammans tar hand om ungarna tills de är flygga efter 33–49 dagar. Den återvänder till samma häckningslokal år efter år, och återuppför sitt bo om det behövs.

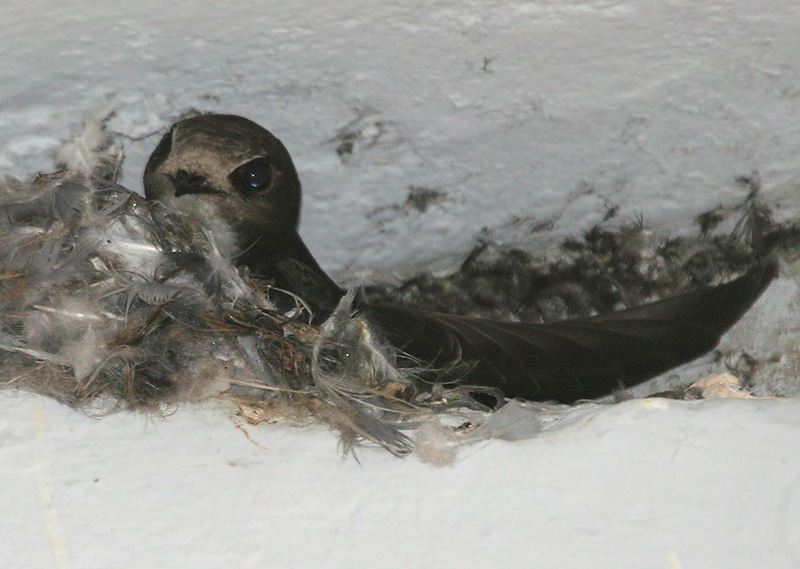
En ruvande stubbstjärtseglare i Hyderabad i Indien.

## Status och hot
Arten har ett stort utbredningsområde och en stor population, och tros öka i antal. Utifrån dessa kriterier kategoriserar IUCN arten som livskraftig (LC).